# Instituto Internacional de la Lengua Portuguesa
El Instituto Internacional de la Lengua Portuguesa (Instituto Internacional da Língua Portuguesa en portugués) (IILP) es el instituto de la Comunidad de Países de la Lengua Portuguesa. Tiene como objetivos de acuerdo al estatuto: la difusión, el enriquecimiento y la difusión del idioma portugués como vehículo cultural, educativo e informativo en el mundo y, el acceso al conocimiento científico, tecnológico y de empleo en foros internacionales. La sede del Instituto se encuentra en Praia, la capital de Cabo Verde.

## Historia
Su creación se propuso en 1989 por el entonces presidente de Brasil, José Sarney, durante la primera cumbre de aquella organización internacional, realizada en São Luís. No obstante, para crear una comunidad de lengua portuguesa , se somete en 2002, por ocasión de la VI Reunión Ordinaria del Consejo de Ministros de la CPLP, en Santo Tomé y Príncipe, el instituto fue finalmente creado. Del 2010 al 2014 dirigió el Instituto el lingüista brasileño Gilvan Müller de Oliveira.
En la gestión 2010-2012 se concertó el IILP en desenvolver las bases para la realización del Plan de Acción de Brasilia para la Promoción, Difusión y Proyección de la Lengua Portuguesa, documento originado de la I Conferencia Internacional sobre el Futuro del Idioma Portugués en el sistema mundial, realizada en la propia capital brasileña entre marzo y abril del 2010.
Durante la gestión del 2012-2014 el instituto  se concentró en la elaboración del Vocabulario Ortográfico Común (VOC) del Idioma Portugués, instrumento previsto en el Acuerdo Ortográfico del Idioma Portugués de 1990 y en la elaboración del Portal del Profesor de Portugués como lengua extranjera; que ofrecerá materiales y recursos didácticos para profesores de la lengua en todo el mundo.
Los miembros del IILP son los Estados miembros de la Comunidad de Lusófonos: Angola, Brasil, Cabo Verde, Guinea-Bisáu, Mozambique, Portugal, Santo Tomé y Príncipe y Timor Oriental.